# Anneke von der Lippe
Anneke von der Lippe (Oslo, 22 de junho de 1964) é uma atriz norueguesa. Ela se tornou a primeira artista em todos os países nórdicos a ganhar um Emmy Award.

## Biografia
Anneke von der Lippe nasceu em Oslo. Começou a sua carreira no Teatro Nacional onde também se apresentou em peças teatrais na cidade de Bergen e no Rogaland Teater em Stavanger. Talvez seu papel mais importante tenha sido no longa-metragem dinamarquês Barbara, de Nils Malmros. Ela também desempenhou um papel pequeno, mas muito expressivo no filme Only Clouds Move the Stars (1999).
Anneke recebeu duas vezes o Prêmio Amanda, o mais importante do cinema norueguês, por The Warrior's Heart, de Leidulv Risan, em 1992, e por Stork Staring Mad, de Eva Isaksen, e Pan, de Henning Carlsen, em 1995. Ela também recebeu o Prêmio Bodil em 1996, por Melhor Atriz Coadjuvante pelo filme Barbara de Nils Malmros. Em 2015 ganhou um Emmy Internacional de melhor atriz por seu papel como a policial Helen Sikkeland na série de televisão Øyevitne.

## Filmografia
| Ano       | Título                                      | Papel                          | Nota(s)                                 |
| --------- | ------------------------------------------- | ------------------------------ | --------------------------------------- |
| 1988      | Deadline                                    | Jorid                          | Minissérie (TV)                         |
| 1989      | Maria er så liten                           | Maria                          | Telefilme                               |
| 1992      | Krigerens hjerte                            | Ann Mari Salmi                 |                                         |
| 1992      | Flaggermusvinger                            | Sella                          |                                         |
| 1993      | Peer Gynt                                   | Ingrid                         | Minissérie (TV)                         |
| 1994      | Over stork og stein                         | Liv                            |                                         |
| 1994      | Eating Out                                  | Julie                          | Curta-metragem                          |
| 1994      | Læraren                                     | Tabitha                        | Telefilme                               |
| 1995      | Love & Hate - European Stories 1: Sara (TV) | Hanne                          | Curta-metragem                          |
| 1995      | Pan                                         | Eva                            |                                         |
| 1995      | Lille lørdag                                | Anneke                         | Episódio: #1.7 (TV)                     |
| 1996      | Eremittkrepsen                              | Mãe (voz)                      |                                         |
| 1997      | Barbara                                     | Barbara                        | Indicada—Prêmio Bodil de Melhor Atriz   |
| 1998      | Bare skyer beveger stjernene                | Mãe                            |                                         |
| 1998      | Nini                                        | Agnete Christie                | Episódio: "Den kalkulerte risiko"       |
| 1999      | Misery Harbour                              | Jenny                          |                                         |
| 2000      | Hver søndag hos mor                         | Benedicte                      | Curta-metragem                          |
| 2001      | Lime                                        | Bonnie                         |                                         |
| 2002      | Sejer - Djevelen holder lyset               | Gina                           |                                         |
| 2004      | Far og sønn                                 | Linn Lande                     | Episódio: #2.6 (TV)                     |
| 2005      | Touched                                     | A mulher                       | Curta-metragem                          |
| 2005      | Ved kongens bord                            | Tove Steen                     | Série de TV                             |
| 2006      | Klippan i livet                             | Nora                           | Curta-metragem                          |
| 2006      | Trigger                                     | Tone                           |                                         |
| 2007      | Interlude                                   | Mor                            |                                         |
| 2007      | Torpedo                                     |                                | 4 episódios (TV)                        |
| 2008      | Ulvenatten                                  | Kristin Bye                    |                                         |
| 2008      | De Gales hus                                | Hedda                          |                                         |
| 2008      | deUsynlige                                  | Sissel                         |                                         |
| 2008      | Lønsj                                       | Karin                          |                                         |
| 2009      | Engelen                                     | Mãe adotiva                    |                                         |
| 2010      | The Last Norwegian Troll                    | Os três irmãos cabras (voz)    | Curta-metragem                          |
| 2010      | Malika                                      | Dra. Iben                      | Curta-metragem                          |
| 2011      | Pax                                         | Susan                          |                                         |
| 2012      | Livet Utenfor                               | Ylva                           | Curta-metragem                          |
| 2013      | Victoria                                    | Johannes mor                   |                                         |
| 2013      | Reckless                                    | Mãe                            | Curta-metragem                          |
| 2014      | Øyevitne                                    | Helen                          | (TV) Emmy Internacional de Melhor Atriz |
| 2014-2016 | Det tredje øyet                             | Turid / Camilla Friis          | (TV)                                    |
| 2015      | De nærmeste                                 | Anna                           |                                         |
| 2018      | 22 July                                     | Agente de segurança            |                                         |
| 2018      | O affair                                    | Unni Simensen                  |                                         |
| 2018      | Kielergata                                  | Henriette                      | (TV)                                    |
| 2018      | Sonja: The White Swan                       | Selma Henie                    |                                         |
| 2019      | Operasjon Mumie                             | Siri Meyer                     |                                         |
| 2020      | Atlantic Crossing                           | Ragni Østgaard                 | (TV)                                    |
| 2021      | Bortført                                    | Alex                           | (TV)                                    |
| 2022      | Troll                                       | Primeira-Ministra Berit Moberg |                                         |